# 박종근 (1920년)
박종근(1920년 ~ 1952년 2월 17일)은 일제강점기와 미군정 시기의 사회주의 운동가이며 한국 전쟁에는 조선민주주의인민공화국 군인으로 참전했다.

## 생애
경상북도 의성군의 명문가 출신이다. 아버지 박영교는 대동청년단 간부를 지낸 우익 진영의 거물로 대한민국 국회의원도 역임한 정치인이다. 아들인 박종근은 반대로 10대 중반부터 좌익 계열의 항일 운동에 뛰어들었다.
1946년 3월 1일에 의성에서 열린 3·1 운동 기념식에서 좌익을 대표하는 연사로 참가하는 등 미군정 하에서 활발한 사회 활동을 펼쳤다. 이 기념식장에서 6살 연하의 교사인 이숙의와 만나 이듬해 결혼했다. 대구 10·1 사건 이후 사회주의 계열의 운동가들이 지하로 들어가면서 박종근도 수배를 받아 피해다녔다.
서울로 이주하여 남조선로동당에서 활동하다가 미군정의 남로당 탄압을 피해 1947년에 월북하였다. 이후 모스크바 유학을 거친 뒤 남파되어 조선인민유격대 지휘관을 지내면서 유격전을 지휘했다. 박종근이 담당한 지역은 태백산과 일월산 등 경상북도와 강원도를 잇는 산악 지대였다. 이 지역은 남북을 오가는 육상 루트로 활용되어 중요한 지점이었다.
한국 전쟁이 발발하자 조선인민군 장교로 참전했고, 인민군이 낙동강 이남을 제외한 한반도 전 지역을 점령한 '합법 시기'에 조선로동당 경북도당 위원장을 맡았다. 이후 전세가 불리해지면서 인민군이 후퇴했을 때 다시 산으로 들어가 유격대 활동을 계속했다. 1952년 2월 17일에 태백산에서 토벌대의 포위 속에서 자살했다.
박종근 사망 이후 살아 남은 부인 이숙의는 딸 하나를 키우면서 간첩죄로 구속되는 등 어려운 삶을 살아야했다. 외동딸인 박소은은 후에 독일로 유학을 떠났다가 통일운동가가 되었다. 박종근은 대한민국에서 오랫동안 언급이 금기시되는 인물이었으나, 이숙의가 평양을 방문하여 애국렬사릉에 가묘가 설치된 것을 확인하고 비전향 장기수 김익진으로부터 남편의 최후 활동에 대한 증언을 들은 뒤 《이 여자, 이숙의》(2007)라는 회고록을 유고로 남겨 그의 삶이 알려지게 되었다.

## 같이 보기
- 박영교

## 참고자료
- 안현상 (2007년 10월 1일). “빨치산 사령관과 무명옷 입은 선생님의 ‘50년 사랑’ - 남로당 경북도당위원장 박종근과 그의 아내 이숙의”. 《민족21》 (제79호). 2015년 10월 5일에 원본 문서에서 보존된 문서. 2008년 6월 24일에 확인함.